# Cimetière de Turku
Le  Cimetière de Turku (en finnois : Turun hautausmaa) est situé à Turku en Finlande.

## Présentation
Le cimetière situé dans le quartier de Vasaramäki est conçu par Charles Bassi et inauguré en 1807
Sa superficie actuelle est de 59,2 hectares et il héberge 45 000 tombes.
En plus de la partie luthérienne, on a ouvert au XIXe siècle des enclos juif et orthodoxe.
En 1915, un enclos pour la paroisse musulmane de Finlande (fi) et en 1936 un enclos catholique sont mis en service.
Le cimetière possède deux chapelles funéraires classées : la chapelle de la Résurrection conçue par Erik Bryggman et la chapelle de la sainte croix conçue par Pekka Pitkänen.
À proximité de la chapelle de la Résurrection est érigé le monument aux héros (fi) conçu par Erik Bryggman.
La Direction des musées de Finlande a classé le cimetière parmi les sites culturels construits d'intérêt national.

## Personnalités reposant au cimetière
- Arvo Ahola,
- Otto Andersson,
- John Barker,
- Charles Bassi,
- Edvard Bergenheim,
- Erik Bryggman,
- Georg Theodor von Chiewitz,
- William Crichton,
- Robert Wilhelm Ekman,
- Pehr Johan Gylich,
- Carl von Heideken,
- Voitto Hellstén,
- Wilho Ilmari,
- Alfred Jacobsson,
- Gustaf Johansson,
- Erkki Kaila,
- Kalevi Keihänen,
- Usko Kemppi,
- Irja Ketonen,
- V. A. Koskenniemi,
- Auno Kuiri,
- Jarkko Laine,
- Aleksi Lehtonen,
- Arnold Majewski,
- Jussi Mäntynen,
- Tauno Nurmela,
- Paavo Nurmi,
- Rafael Paasio,
- Gustav Albert Petrelius,
- Reima Pietilä,
- Nils Henrik Pinello,
- Anni Polva,
- Torsten Thure Renvall,
- Eric von Rettig,
- Fredric von Rettig,
- Jarno Saarinen,
- Rami Sarmasto,
- Sylvi Siltanen,
- Totti Sora,
- Allan Staffans,
- Armas Taipale,
- Yrjö Väisälä,
- Bror Wahlroos,
- Victor Westerholm,

## Galerie

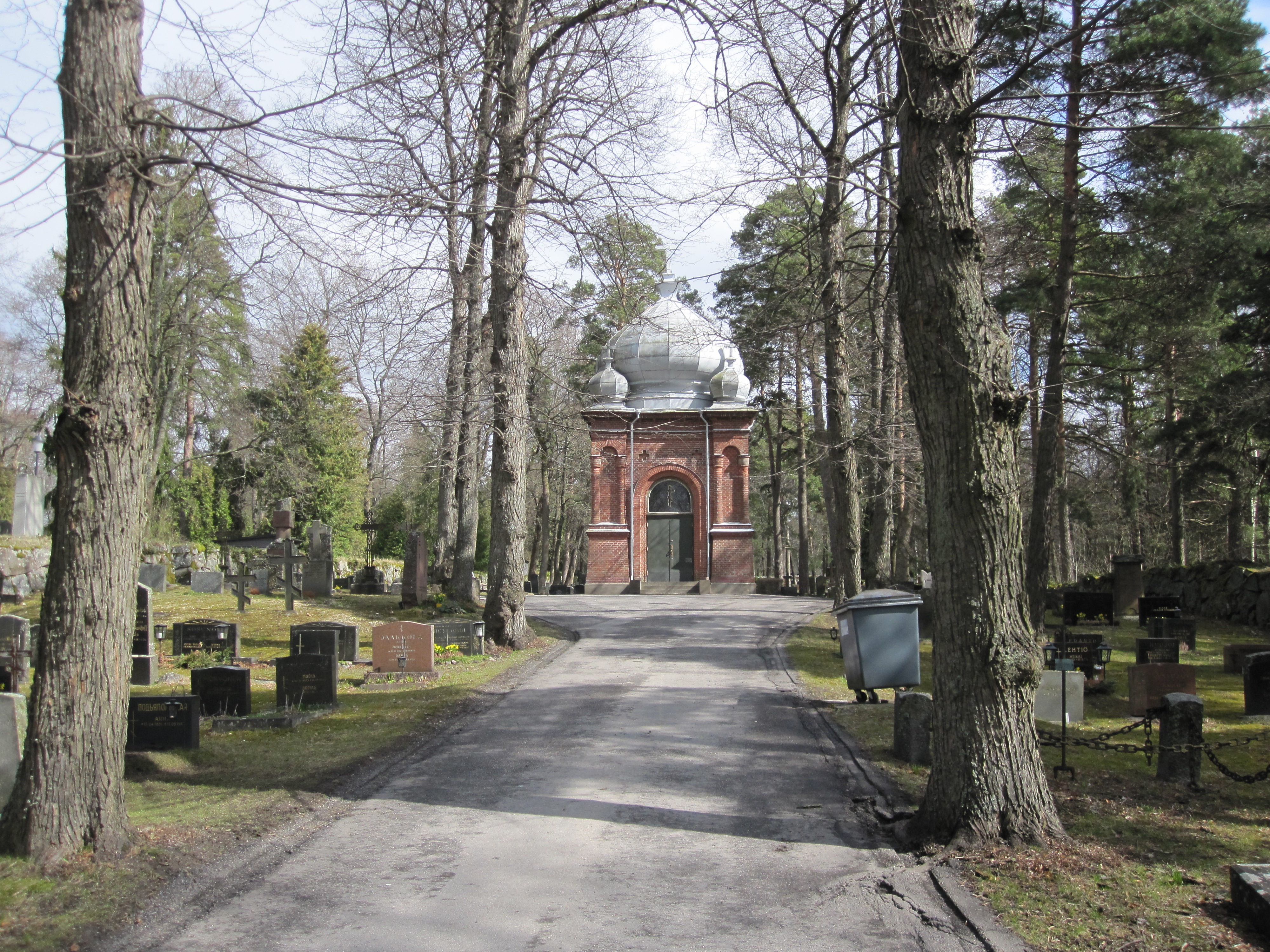
Enclos orthodoxe.
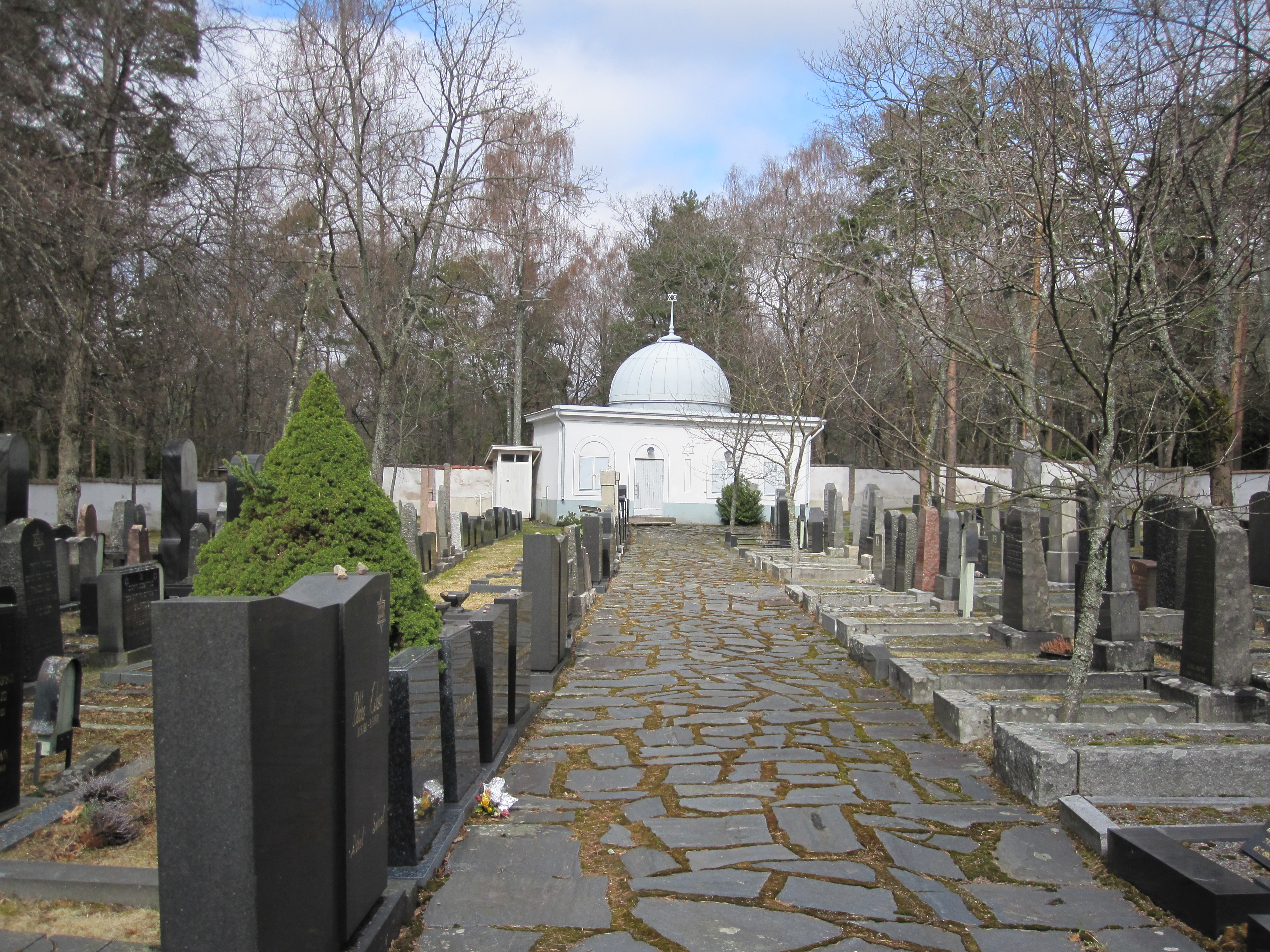
Enclos juif.
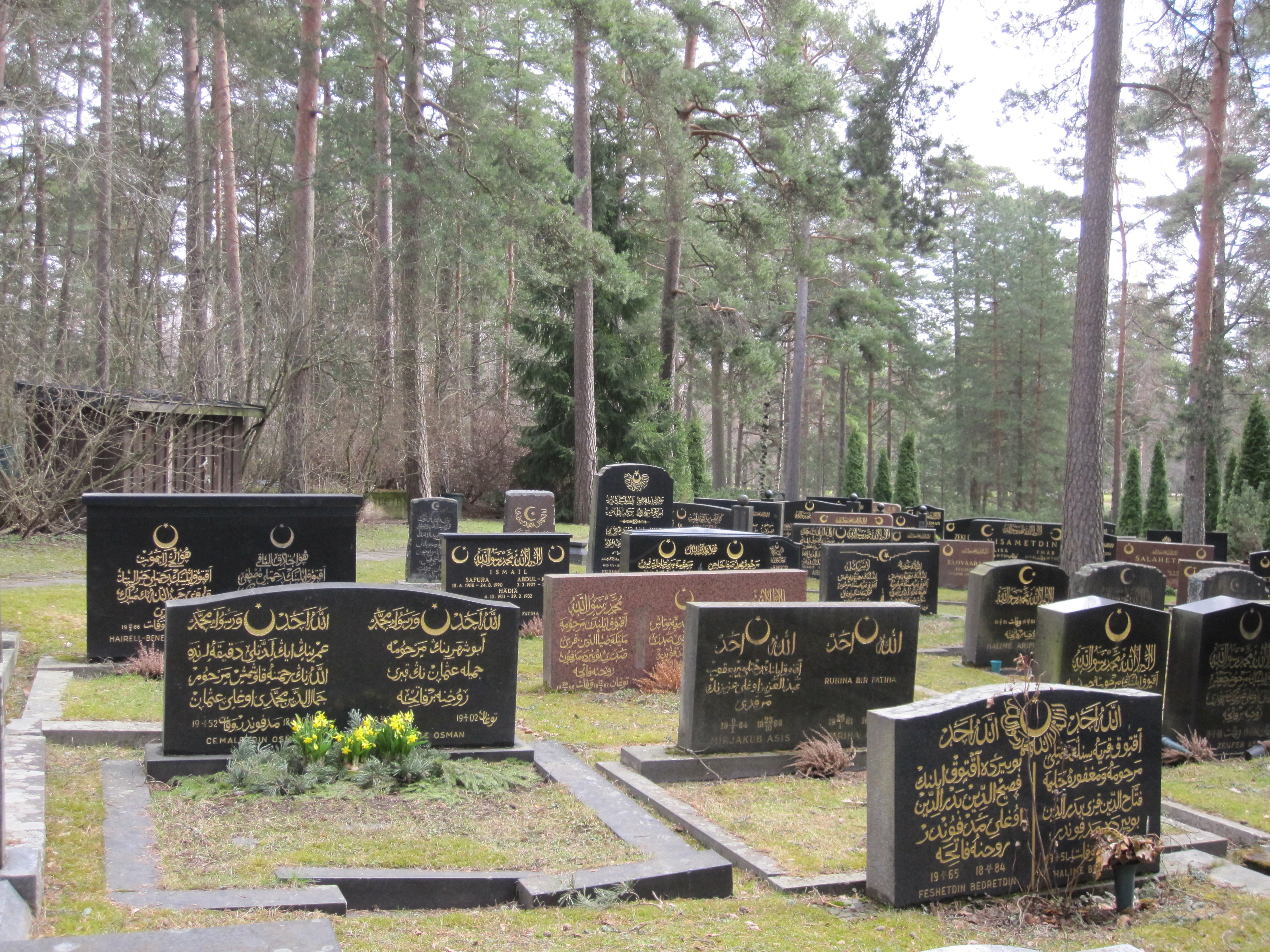
Enclos musulman.
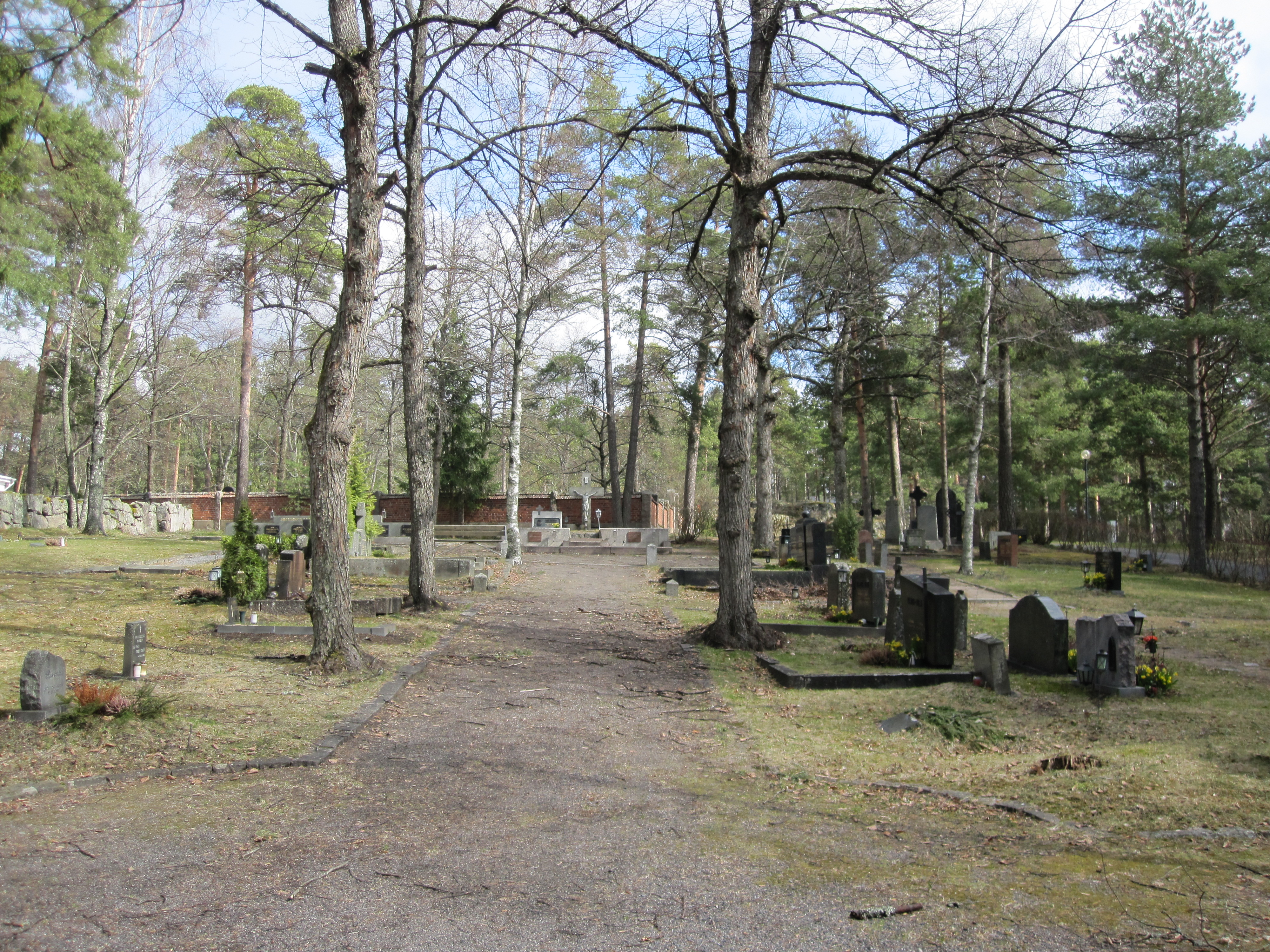
Enclos catholique.
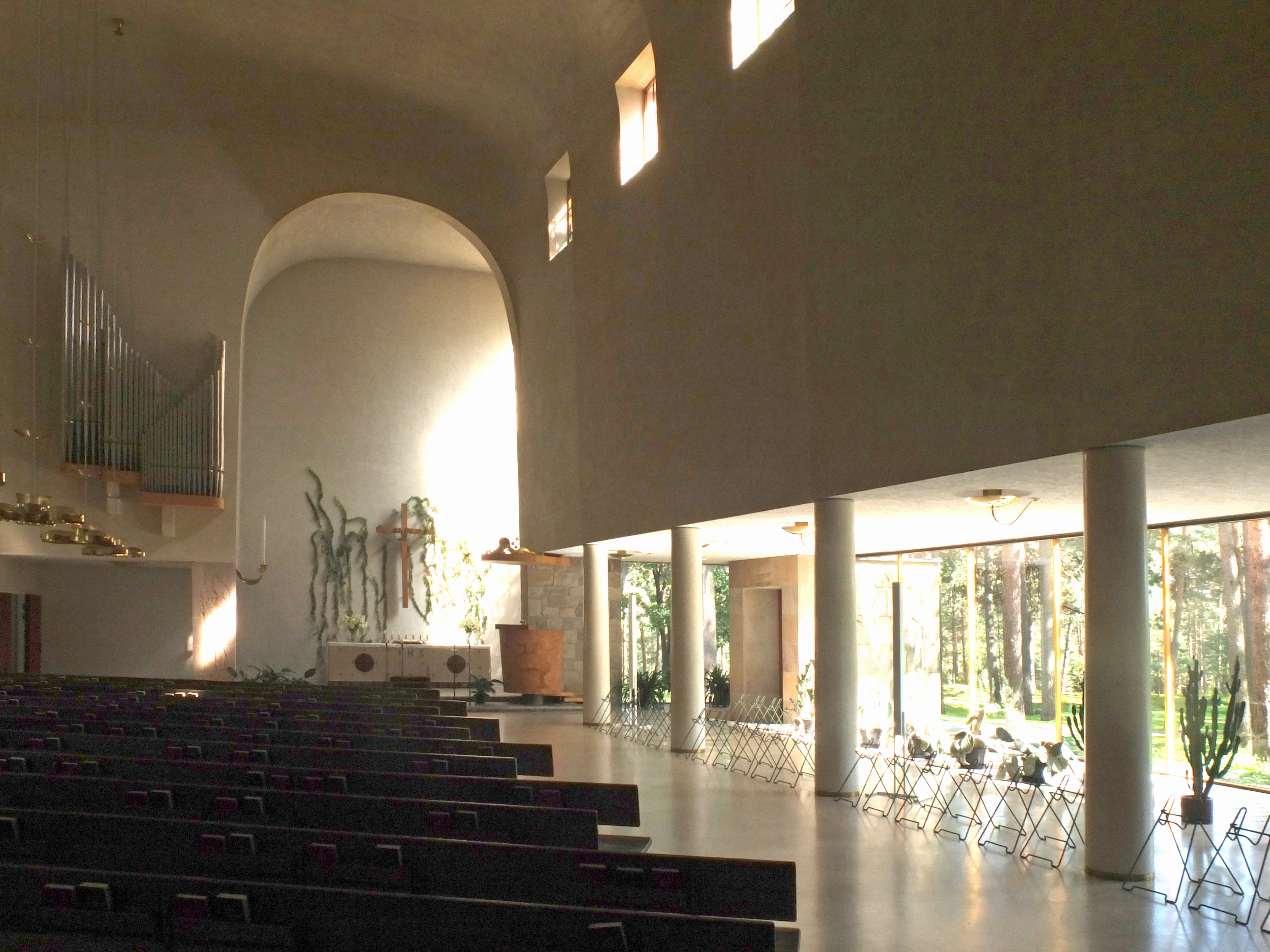
Chapelle de la Résurrection